# Сухановська група
Сухановська група пам'яток — група археологічних пам'яток у степах України, Молдавії й Росії, що належала булгарському племені утигурів.
У часі відноситься до 2-ї половини VI сторіччя й початку VII сторіччя. Сухановські пам'ятки зміняють пам'ятки лихачівської групи у середині VI сторіччя.
Сухановську групу пам'яток змінює сиваська група пам'яток, що з'являється після підкорення утигурів Тюркським каганатом й витіснення їх у Наддунав'я, де вони створюють Перше Болгарське царство.

## Інвентар
Зброї у сухановських похованнях немає (крім Царева), на відміну від наступних сиваських памʼяток доби експансії Тюркського каганату. Дитячі та жіночі поховання переважають у лихачівській й суханівський групах, коли у сиваських вони відсутні до її пізньої стадії. Лук сухановської групи з Царева відноситься до гунської традиції, коли сиваські вже наслідують іншу, азійську традицію.
У сухановських пам'ятках присутні пряжки «Сучидава» візантійського походження. Всі сухановські пам'ятки мали візантійські вироби окрім одного поховання у Сухановому азійського типу «Морський Чулек-Шамши». Історично засвідчено Прокопієм Кесарійським про союз утигурів українського степу з Візантією, й їх війнах на її стороні проти братніх кутигурів.

## Порівняння з іншими праболгарськими групами
За археологічним порівнянням попередні пам'ятки лихачівської групи належали тому ж колу булгарським племен, що й пам'ятки сухановської групи. Суттєва різниця між ними у візантійському інвентарі, що з'явився у сухановських пам'ятках, що свідчить про союз утигурів з Візантією після відкочів'я кутригурів 551/552 року у Нижнє Наддунав'я, й згодом, 568 року разом з аварами у Паннонію.
Проте, носії наступної сиваської групи, належали іншій етнічній групі, що була близька етнічно до утигурів, й що просунулася на захід з-за Волги, разом з експансією Тюркського каганату.
Серед наступної сиваської групи є схожі деякими елементами поховання на сухановські поховання: Дмитровка, Новопокровка, Рисове, Віліне, Таганський могильник біля Лосеве (Павлівський район Воронізької області), Сиваське, Старонижестебліївська, Новоселки, Авіловський, Стариця, Менша подібність до сухановської групи є у сиваських пам'яток: Ковалевка, Калінінська, Малаї, Ізобільний, Аджиголь, Журавлиха, Крупський хутір, Чапаєвський, Калініський, Виноградний, Уч-тепе, Октябрський, Східно-Малайський-2 могильник. Памʼятки сиваської групи подібні до сухановських розташовані у Східному Поозів'ї (історично перші землі утигурів), біля Сивашу, у Криму, Побужжя та Середньому Подонні.
Тотожне суханівським памʼяткам поховання 5 кургана ІІІ Мадари у Болгарії, що певно належав утигурам, — засновникам Першого Болгарського царства. На праболгарських похованнях у Болгарії 700—900 років переважає сухановський (утигурський) напрям поховання голови — північний. Нечисельна група поховань Болгарії того періоду (Бдінци, Черна, Девня-1, Девня-3, Кюлевча, Ніколово, Ізворул, Хітово-1, Хітово-3, Капул Віїлор) має східну орієнтацію, що вказує на іншу етнічну складову праболгар, що відрізнялась від утигурів-сухановців. Проте північна орієнтація поховань й деякі інші ознаки сухановського типу памʼяток у 550—600 роках виявлено у груп авар південного Поуралля й Східного Поаралля, тому сиваська група VII сторіччя із «сухановськими» ознаками, належала спорідненим утигурам племенам з-за Волги, що прийшли разом з експансією га захід Тюркського каганату.

## Сухановські пам'ятки
- Суханове, поховання 2 над правим берегом Дніпра у скіфському кургані, доросла людина з головою на північ й обличчям повернутим на захід, золоті прикраси, бронзова пряжка «Сучидава», залишки залізного об'єкта й амфори.
- Великий Токмак, поховання 1 у скіфському кургані підлітка з орієнтацією на північний захід; інвентар: бронзова поясна пряжка «Сучидава», 2 срібні взуттєві наконечники та невеликий сіро-жовтий глек із розчесами.
- Мала Тернівка, поховання 1 у скіфському кургані, направлення голови на північ, череп має штучну кільцеву деформацію, бронзова пряжка «Сучидава».
- Нова Одеса-1, поховання 4 у кургані бронзової доби, розташованому у 5 км на північний захід від центру міста, напрям голови на північ — північний схід з обличчям повернутим на схід; латунна пряжка, 2 бурштинові й 3 жовто-скляні намистини.
- Нова Одеса-4, поховання 3, у 3,3 км від центру міста, напрям голови на схід — північний схід, 2 залізні пряжки, 2 бронзові нюти, фрагмент раковини.
- Селіште південніше Оргіїва, поховання 48, голова орієнтована на схід — південний схід, кругла залізна пряжка й бронзова пряжка.
- Шелюги, поховання 1 у кургані бронзової доби, що було досипано за скіфської доби, голова орієнтована на північ, череп та кінцівки коня зліва від людини, бронзова пряжка, срібна взуттєва пряжка, срібна обойма, срібні бляшки, залізний ніж, тканинний мішечок, кресало, у зубах коня двухчасті вудила, а на його голові 2 срібні бляшки, 2 срібні ременн1 й 1 поясний наконечники.
- Царів (Ленінський район Волгоградської області), поховання 2, у кургані бронзової доби у 2,45 км на північний схід від центра поселення; належить жінці 18—20 років змішаного монголо-європеоїдного походження, або зовсім молодому юнакові; напрям голови на північ; череп, 2 кінцівки й шкура коня, хребці барана, бронзова поясна пряжка, взувна пряжка з кістяною рамкою й бронзовою обіймою, бронзові скрепи, пластинка й цвяшок; залізна пластина й наконечник; кістяні накладки луку, що виготовлено у гунському стилі.

## Джерело
- Комар Олексій В. Памятники типа Суханово: к вопросу о культуре булгар Северного Причерноморья 2-й половины VI — начала VII в.